# Makkabiade 1932/Handball
Bei der I. Makkabiade 1932 in Tel Aviv wurde zum ersten Mal ein Feldhandball-Wettbewerb der Männer ausgetragen. Es siegte im Finale die deutsche Mannschaft gegen die des Völkerbundsmandat für Palästina.

## Resultat
| Deutsches Reich                              | Deutsches Reich | Völkerbundsmandat für Palästina                                                        | Völkerbundsmandat für Palästina |
| -------------------------------------------- | --- | -------------------------------------------------------------------------------------- | ------------------------------- |
| Deutsches Reich                              | \| Finale \| \| 30. März 1932[1] in Tel Aviv (Makkabia-Stadion) \| \| Ergebnis: 4:1 \|                                                               | \| Finale \| \| 30. März 1932[1] in Tel Aviv (Makkabia-Stadion) \| \| Ergebnis: 4:1 \| | Völkerbundsmandat für Palästina |
| Deutsches Reich                              | Karl Bernstein, Max Brimann, Fritz Lewinson, Kurt Marx (Bar Kochba-Hakoah Berlin), Robinowitsch, Max Schorr, Kurt Seiffman, Adolf Treiser und andere |                                                                                        | Völkerbundsmandat für Palästina |
| Finale                                       | |                                                                                        |                                 |
| 30. März 1932 in Tel Aviv (Makkabia-Stadion) | |                                                                                        |                                 |
| Ergebnis: 4:1                                | |                                                                                        |                                 |